# 阿拉伯社会主义联盟 (埃及)
阿拉伯社会主义联盟（羅馬化：al-Ittiḥād al-Ištirākī al-ʿArabī）是埃及历史上的一个奉行纳赛尔主义和阿拉伯社会主义的政党。该党成立于1962年，前身是民族联盟，创始人是贾迈勒·阿卜杜-纳赛尔。1962年—1978年，该党是埃及的执政党；1976年以前，该党还是埃及的唯一合法政党。1978年10月2日，该党改组为民族民主党。